# Chantal Sébire
Chantal Sébire (28 de enero de 1955 - 19 de marzo de 2008) fue una profesora francesa que vivió en Plombières-lès-Dijon, cerca de Dijon, en Francia, y que sufrió un estesioneuroblastoma, una rara forma de cáncer. Esta enfermedad es extremadamente infrecuente, de modo que en los últimos 20 años solo se han registrado 200 casos notificados.
En el caso de Sébire, la enfermedad le desfiguró gravemente el rostro y le hizo perder los sentidos de la vista, el gusto y el olfato. Su caso se hizo célebre por primera vez en febrero de 2008, cuando hizo un llamamiento público al presidente francés, Nicolas Sarkozy, para que le permitiese morir a través de la eutanasia para así detener su sufrimiento físico.
El 17 de marzo de 2008, un tribunal francés le prohibió esa posibilidad. Dos días después fue encontrada muerta en su casa. Una autopsia realizada el 21 de marzo de 2008 concluyó que ella no murió de causas naturales. El 27 de marzo se publicó que se suicidó usando barbitúricos.

## Repercusiones de su caso
Sébire fue objeto de un artículo en la revista Time. Su difícil situación y la posterior muerte se informó en muchos países, entre ellos Francia, España Reino Unido, Países Bajos, Argentina, Chile, Hungría, Portugal, Italia, Honduras, Rusia, EE. UU., y Australia.
Con su apelación a la justicia para que se le permitiera morir por eutanasia, Sébire reavivó en Francia el debate sobre este método y ha obligado a la clase política a revisar el actual texto legal sobre cuidados paliativos y derecho del paciente, que data de 2005 y sólo contempla el coma inducido. El Partido Socialista pidió la creación de un grupo de trabajo sobre el tema y el diputado Laurent Fabius presentó una propuesta de ley para que los pacientes que lo deseen, en casos muy concretos, puedan beneficiarse de una "ayuda activa a morir".